# مارتن باترفيلد
مارتن باترفيلد هو سياسي أمريكي، ولد في 8 ديسمبر 1790 في Westmoreland, New Hampshire ‏ في الولايات المتحدة، وتوفي في 6 أغسطس 1866 في بالميرا في الولايات المتحدة. نشط حزبياً في الحزب الجمهوري. وقد انتخب عضو مجلس النواب الأمريكي ‏.